# Broken (Once Upon a Time)
Broken es el episodio estreno de la segunda temporada de la serie de televisión estadounidense Once Upon a Time. El episodio se transmitió originalmente en los Estados Unidos el 30 de septiembre de 2012, mientras que en América Latina se transmitió el 25 de octubre de 2012.
En este episodio, Sr. Gold decide vengarse de Regina, y más tarde, en el Bosque Encantado Phillip, Aurora y Mulán se enfrentan a un Espectro.

## Argumento

### Primera secuencia
Aparece un espectro rondando por el bosque.

### Fuera de Storybrooke
La primera escena del episodio se desarrolla en Nueva York, donde una paloma aterriza en el alféizar de la ventana de un hombre desconocido (Michael Raymond-James). Pegado a sus pies hay una postal de Storybrooke en la que aparece escrita la palabra «Roto» (Broken).

### En Storybrooke
Con la maldición rota, todos los personajes de cuentos de hadas recuerdan sus vidas y se reúnen con mucho entusiasmo, aunque por alguna razón no regresan a su hogar. Emma —con la ayuda de sus padres—, David y Mary Margaret detienen a una muchedumbre enfurecida de los residentes del pueblo dirigida por el Dr. Whale, quienes intentan vengarse de Regina, quien a pesar de saber que hay magia en Storybrooke, irónicamente es incapaz de usar sus poderes mágicos. Entonces Emma mete a Regina en la cárcel.
En otra parte de Storybrooke, El Sr. Gold le pregunta a Bella los detalles de su encierro, pero la princesa, temiendo que su interés amoroso intente vengarla, le suplica que no haga nada para desquitarse con Regina. El Sr. Gold finge estar de acuerdo y aprovecha un momento de soledad para invocar, a través de un medallón, a una criatura parecida a un fantasma. En la comisaría del pueblo, Regina afirma que la razón por la que no pueden volver se debe a que la maldición ha exterminado el bosque encantado. Emma rehúsa creer en la palabra de la villana y decide ir a interrogar al Sr. Gold sobre la maldición. Sin embargo, una desesperada Mary Margaret trata inútilmente de convencer a su hija de pasar un tiempo juntas, como familia. En el momento en que Emma, David y Mary Margaret llegan a la tienda del Sr. Gold, los tres son testigos de cómo el pueblo comienza a ser atacado por la criatura que el poderoso hechicero ha invocado para librarse de Regina de una vez por todas.
A petición de Henry, Emma y sus padres van a la comisaría para rescatar a su enemiga de una muerte segura. Dado que no es posible matar a la criatura, Regina sugiere que la manden a otra dimensión con ayuda del sombrero de Jefferson. Durante su confrontación con la criatura, Emma consigue activar la magia del sombrero, lo que manda al monstruo de regreso al bosque encantado. No obstante, la criatura usa sus últimas fuerzas para arrastrar a Emma; al contemplar semejante acto, Mary Margaret salta hacia el portal, dispuesta a recuperar a su hija. A David se le ocurre hacer lo mismo, pero el sombrero se cierra en el momento que salta hacia él. Enfurecido, David culpa de la tragedia a Regina, pero esta trata de aprovechar la oportunidad para eliminarlo, aunque se detiene al descubrir que su hijo adoptivo estaba contemplando la escena con horror. Poco después, David se lleva a su nieto para consolarlo por la pérdida de Emma y Mary Margaret.

### En el Bosque Encantado
En el Bosque Encantado, el príncipe Phillip y Mulán se adentran en el interior de un castillo abandonado, donde el príncipe (Julian Morris) despierta a la Princesa Aurora (Sara Bolger) de su maldición con un beso de amor verdadero. Pero Aurora, Phillip y la guerrera Mulán (Jamie Chung) son atacados por un Espectro, monstruo que absorbe el alma. Sin saberlo las chicas, Phillip queda «marcado» por el Espectro, lo que significa que este le perseguirá sin descanso. El trío decide acampar en el Bosque Encantado, y Phillip, consciente de que ha sido marcado, decide sacrificarse por las dos chicas para no herirlas cuando sea atacado, y se marcha. Cuando Aurora se da cuenta de su ausencia, Mulán descubre lo que ha pasado y va en su busca mientras Aurora insiste en acompañarla. Aurora la acusa de estar enamorada de Phillip, pero Mulán lo niega. Encuentran a Phillip, y Mulán se ofrece a sufrir la marca del Espectro para que así Aurora y Phillip puedan estar juntos, pero el príncipe se niega a ello. Phillip se rinde ante el ataque del Espectro y sus últimas palabras son «te quiero», sin quedar claro a cuál de las dos se estaba dirigiendo. Aurora y Mulán dejan a Phillip en el lugar donde Aurora se encontraba durmiendo durante su maldición.
La última escena revela un giro: la trama de la historia de Aurora, Phillip y Mulán no es un flashback, pero se desarrolla en una parte del mundo de las hadas donde sus habitantes (por una razón que se desconoce) no fueron eliminados de la maldición de la Reina Malvada, y es contemporánea a la historia de Storybrooke. Mulán decide poner al corriente a Aurora sobre la situación de su mundo, explicándole que se congelaron en el tiempo durante 28 años hasta que el tiempo se reanudó y esto les permitió a ella y a Phillip completar su aventura. Pero el lugar había sido devastado por los efectos de la maldición y los supervivientes se habían reunido en un refugio seguro. Pero antes de que Aurora y Mulán se dirigiesen allí, encuentran entre los escombros del castillo a Emma y Mary Margaret, y Mulán las culpa por la llegada del Espectro.

## Producción
Broken fue coescrito por los creadores de la serie Edward Kitsis y Adam Horowitz, mientras que la dirección general estuvo a cargo del veterano Ralph Hemecker de V. Con la maldición rota en el final de temporada, los escritores se percataron de que podían ir aún más lejos con cada personaje. En un intento de darle a la serie otra onda, visualizaron una ambición más grande que la de la temporada pasada. Horowitz dijo: «Se nos ha permitido hacer más al inicio de la [temporada]. Sin exagerar, todo el mundo en el estudio está emocionado por este gran show… mucho de él se basa en aprender acerca de la primera temporada, al descubrir qué podemos hacer y cómo podemos hacerlo bien. Aprendimos a maximizar nuestra inversión. La clave es el tiempo. Si llevamos lo más lejos posible nuestras historias, nuestro departamento y equipo de efectos tendrán más tiempo».
Las actrices recurrentes de la primera temporada, Emilie de Ravin (Bella) y Meghan Ory (Caperucita Roja/Ruby), se volvieron miembros del elenco principal en este episodio. Dos actrices en unirse al elenco recurrente fueron Sarah Bolger —como Aurora— y Jamie Chung —como Mulán—; ambas hicieron su debut en el episodio.

## Recepción

### Ratings
En su primera emisión, Broken fue visto por un número estimado de 11,36 millones de espectadores, posicionándose detrás de la Noche de Football en América por la NBC. El episodio ganó un promedio de 3,9/10, lo que quiere decir que fue visto por un 3,9 de una audiencia de 18 a 49 años, y un 10 por ciento de 18 a 49 años mientras el episodio era transmitido por televisión. Los ratings que ganó fueron considerablemente un éxito para la serie, y solo tuvo un 5 % menos de audiencia que el pasado estreno de temporada.

### Críticas
Amy Ratcliffe de ING calificó a Broken con un 8,5 de 10, lo que significaba que había sido un «gran» episodio. Ella encontró el descenso de Blanca y Emma en el sombrero como un «sorprendente giro de eventos y una forma divertida de obligarlas a estar juntas y trabajar en su nuevos roles de madre/hija». Ratcliffe también disfrutó de las apariciones de Mulán y Aurora, pero criticó al Espectro por su parecido con los Dementores de Harry Potter. Concluyó con: «Estaba preocupada por la dirección que tomaría el programa debido a su forma de recuperar la magia, pero los escritores han ambientado un sólido desarrollo de los personajes. Muchas relaciones y sus cabos sueltos —incluyendo la del Sr. Gold y Bella o Blanca y Emma (que no está tan complacida de haber carecido de padres por 28 años)— tienen mucho potencial. Estoy ansiosa por ver qué pasa después».